# Campionati del mondo di ciclismo su pista 2010 - Scratch maschile
La scratch uomini è stato uno dei dieci eventi maschili disputati ai Campionati del mondo di ciclismo su pista 2010 di Ballerup, in Danimarca. Il danese Alex Rasmussen ha vinto la medaglia d'oro.
L'evento, disputato in gara unica, si è tenuto il 25 marzo 2010 e ha visto la partecipazione di 24 atleti rappresentanti 24 Paesi differenti.

## Risultati
| Pos | Atleta                          |
| --- | ------------------------------- |
| 1   | Alex Rasmussen                  |
| 2   | Juan Esteban Arango             |
| 3   | Kazuhiro Mori                   |
| 4   | Martin Bláha                    |
| 5   | Chris Newton                    |
| 6   | Mychajlo Radionov               |
| 7   | Thomas Scully                   |
| 8   | Kwok Ho Ting                    |
| 9   | Morgan Kneisky                  |
| 10  | Erik Mohs                       |
| 11  | Zachary Bell                    |
| 12  | Tim Mertens                     |
| 13  | Neofytos Sakellaridis-Mangouras |
| 14  | Viktor Šmalko                   |
| 15  | Elia Viviani                    |
| 16  | Pablo Seisdedos                 |
| 17  | Łukasz Bujko                    |
| 18  | Daniel Holloway                 |
| 19  | Travis Meyer                    |
| 20  | Franco Marvulli                 |
| 21  | Werner Riebenbauer              |
| 22  | Matthew Brammeier               |
| DNF | Ángel Darío Colla               |
| DNF | Aleksej Kolesov                 |